# Paulianacarus grobleri
Paulianacarus grobleri är en kvalsterart som beskrevs av Coetzee 200. Paulianacarus grobleri ingår i släktet Paulianacarus och familjen Lohmanniidae. Inga underarter finns listade i Catalogue of Life.